# Мельников, Виктор Георгиевич
Виктор Георгиевич Мельников (апрель 1907, Александров, Владимирская губерния, Российская империя — неизвестно) — советский государственный и партийный деятель, участник Великой Отечественной войны. Заместитель Председателя Совнаркома — председатель Госплана Казахской ССР. Депутат Верховного Совета Казахской ССР третьего созыва.

## Биография
Виктор Георгиевич Мельников родился в апреле 1907 года в городе Александров Владимирской губернии в рабочей семье. Его отец был старшим рабочим на мельнице и умер в 1921 году.

### Образование
Мельников окончил школу-девятилетку в Александрове в 1924 году, затем продолжил обучение в текстильном техникуме в Киржаче, который окончил в 1927 году.
В 1930 году поступил в Текстильный институт в Москве, где учился до 1936 года и получил специальность инженера-механика.
Впоследствии, с 1937 по 1938 год, он обучался в аспирантуре при Текстильном институте.

### Трудовая деятельность
1927–1929 — работал ткацким подмастерьем на шелкоткацкой фабрике "Красная работница" в Киржаче.
1929–1930 — ткацкий подмастерье и техник по качеству на шелкоткацкой фабрике имени Щербакова в Москве.
1936 — инженер во Всесоюзном тресте искусственного волокна, Москва.
1936–1937 — заместитель главного механика, затем главный механик фабрики медно-аммиачного волокна, Москва.

### Партийная и государственная деятельность
Член ВКП(б) с конца 1930-х годов. С декабря 1938 года работал в Казахстане на партийных должностях:
1938–1939 — инструктор отдела агитации и пропаганды ЦК КП(б) Казахстана.
1939 — заместитель заведующего отдела агитации и пропаганды ЦК КПК.
1939–1940 — председатель Госплана и заместитель председателя Совета Народных Комиссаров Казахской ССР .
1940–1941 — лектор отдела пропаганды и агитации ЦК КП Казахстана.

### Военная служба
В годы Великой Отечественной войны Мельников был политработником в составе Советской армии:
1941–1942 — инструктор по пропаганде политотдела 44-го запасного артиллерийского полка, Алма-Ата.
1942–1943 — заместитель начальника политотдела 32-й запасной стрелковой бригады, Алма-Ата.
1942–1943 — слушатель курсов заместителей начальников штабов соединений при Военной академии РККА им. М. Фрунзе, Ташкент.
1943–1945 — агитатор и исполняющий обязанности начальника отдела агитации и пропаганды политотдела 21-й армии на Ленинградском и 1-м Украинском фронтах.
После войны служил в Харьковском военном округе и был в резерве Главного политического управления Красной Армии.
В 1946 году стал лектором политотдела Казахского округа пограничных войск МВД СССР.

### Возвращение к государственной работе
После войны вернулся к административной и политической деятельности:
1946–1949 — начальник Главсельхозмука Министерства пищевой промышленности Казахской ССР.
1949–1950 — второй секретарь Кустанайского горкома КПК.
1950–1954 — первый секретарь Кустанайского горкома КПК.
1951—1955 - депутат Верховного Совета Казахской ССР третьего созыва от Калининский округа Кустанайской области

### Семья
Был женат, в семье трое детей: Евгения, Наталья и Лев.

### Награды
Орден Отечественной войны I и II степени.
Медали «За освобождение Праги», «За Победу над Германией в Великой Отечественной войне».